# پگاسوس (موشک)

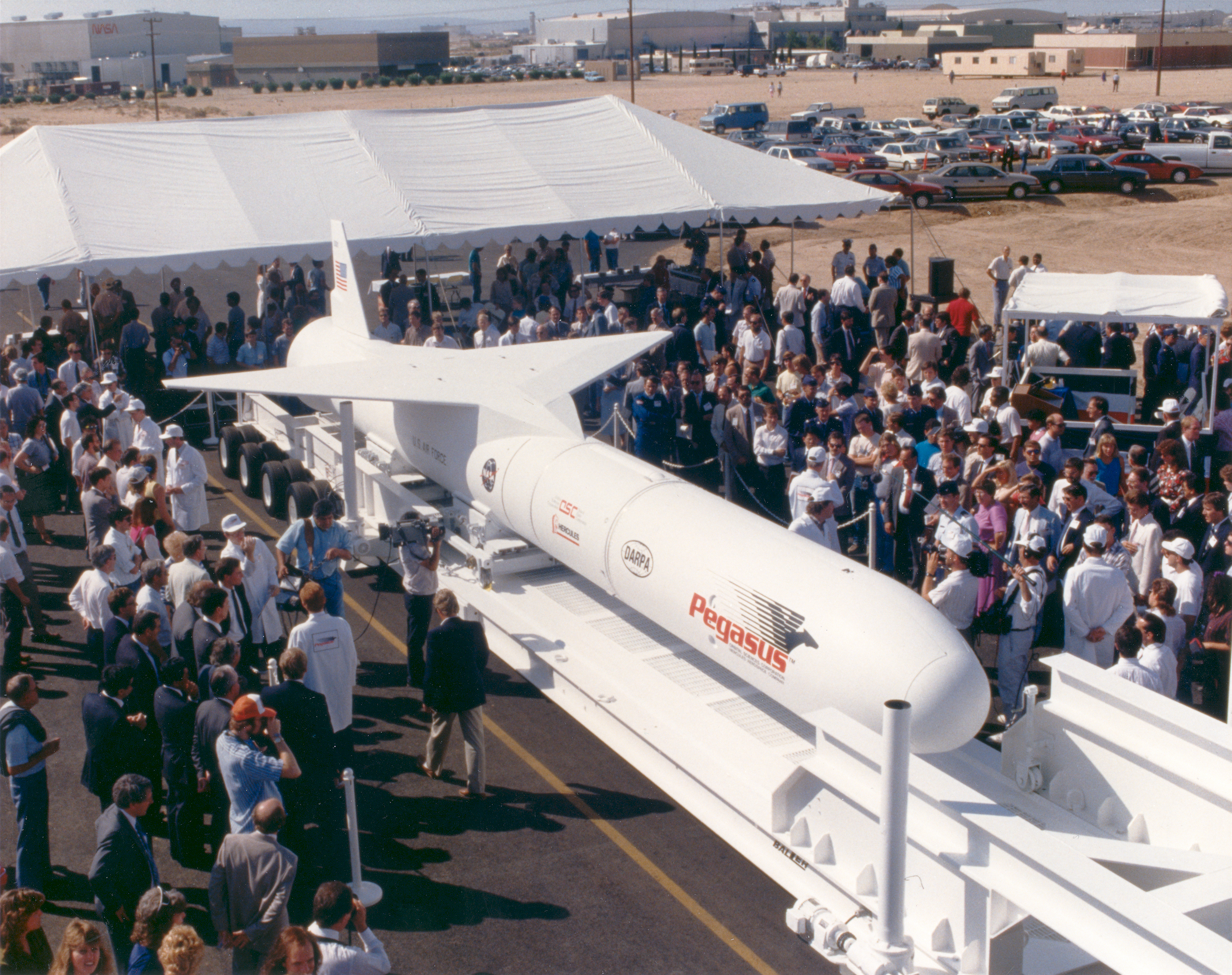

پگاسوس (به انگلیسی: Pegasus) یکی از موشک های مورد استفاده ناسا است.
این پرتابگر ساخت شرکت اوربیتال ساینسز کورپوریشن (Orbital Sciences Corporation) است و در سال ۱۹۹۰ به بازار آمد و تا کنون ۴۰ پرتاب داشته.
این پرتابگر قابلیت پرتاب متحرک را دارد.